# St Giles’ Cathedral

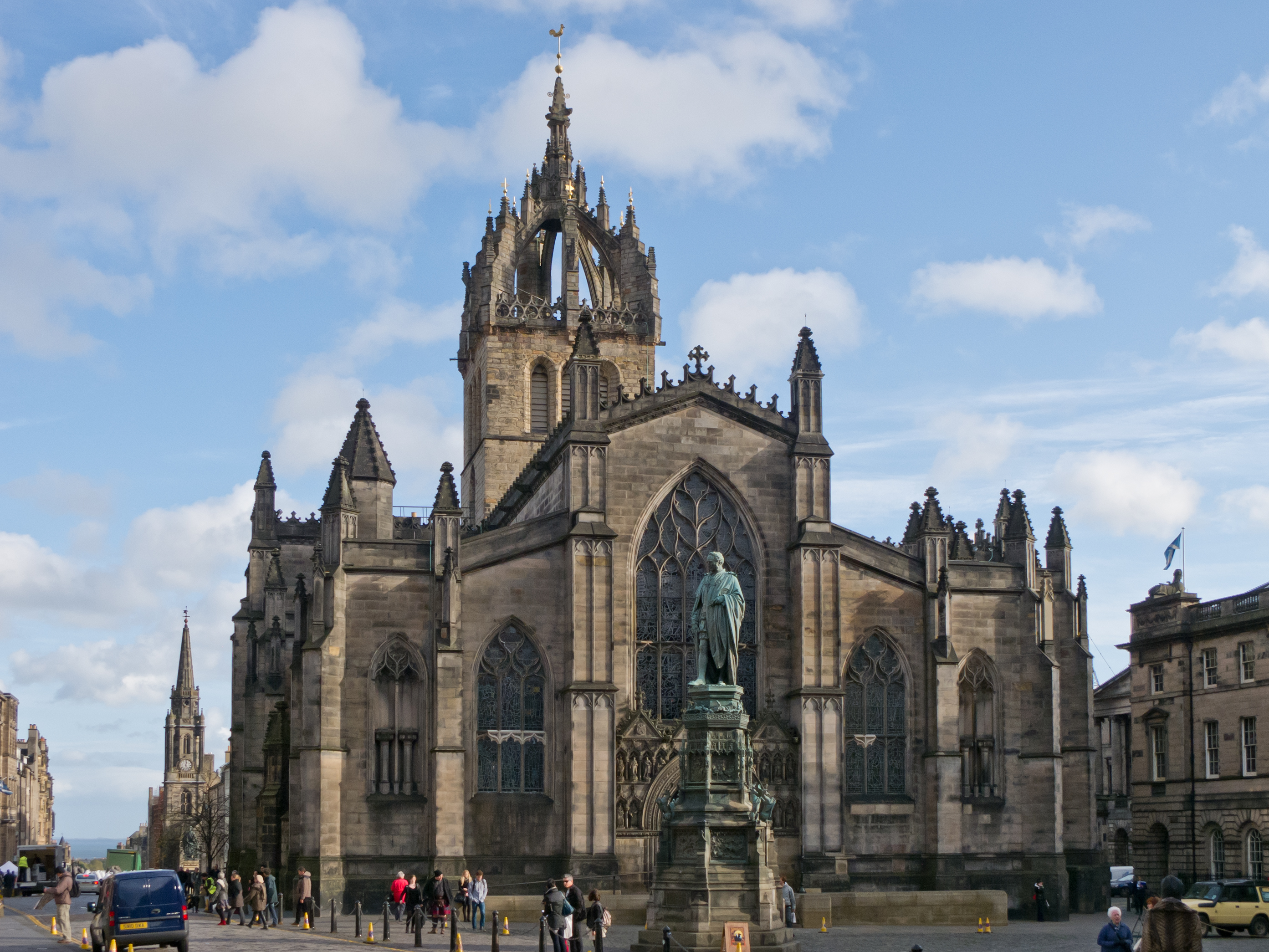
St Giles’ Cathedral

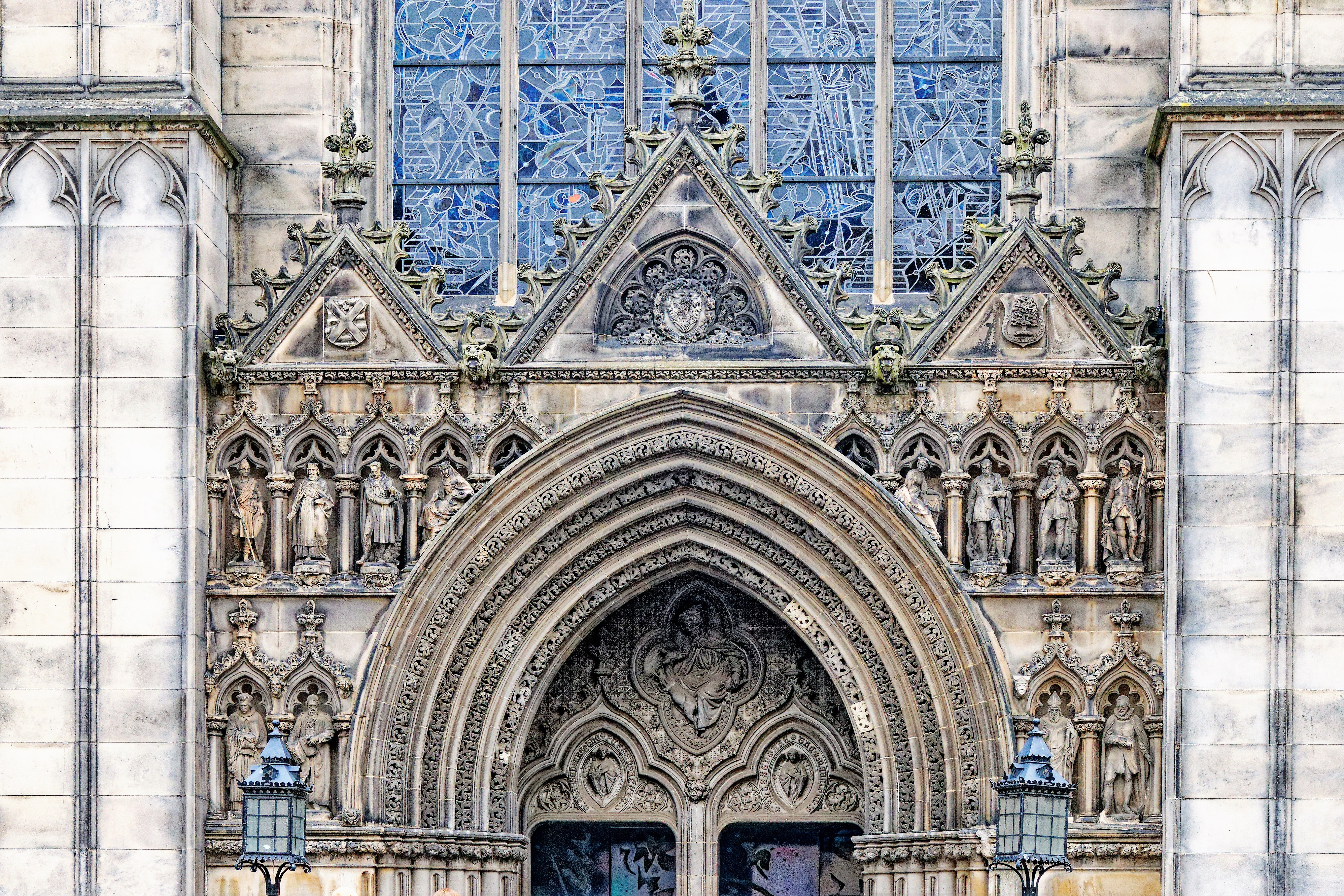
Das Hauptportal.

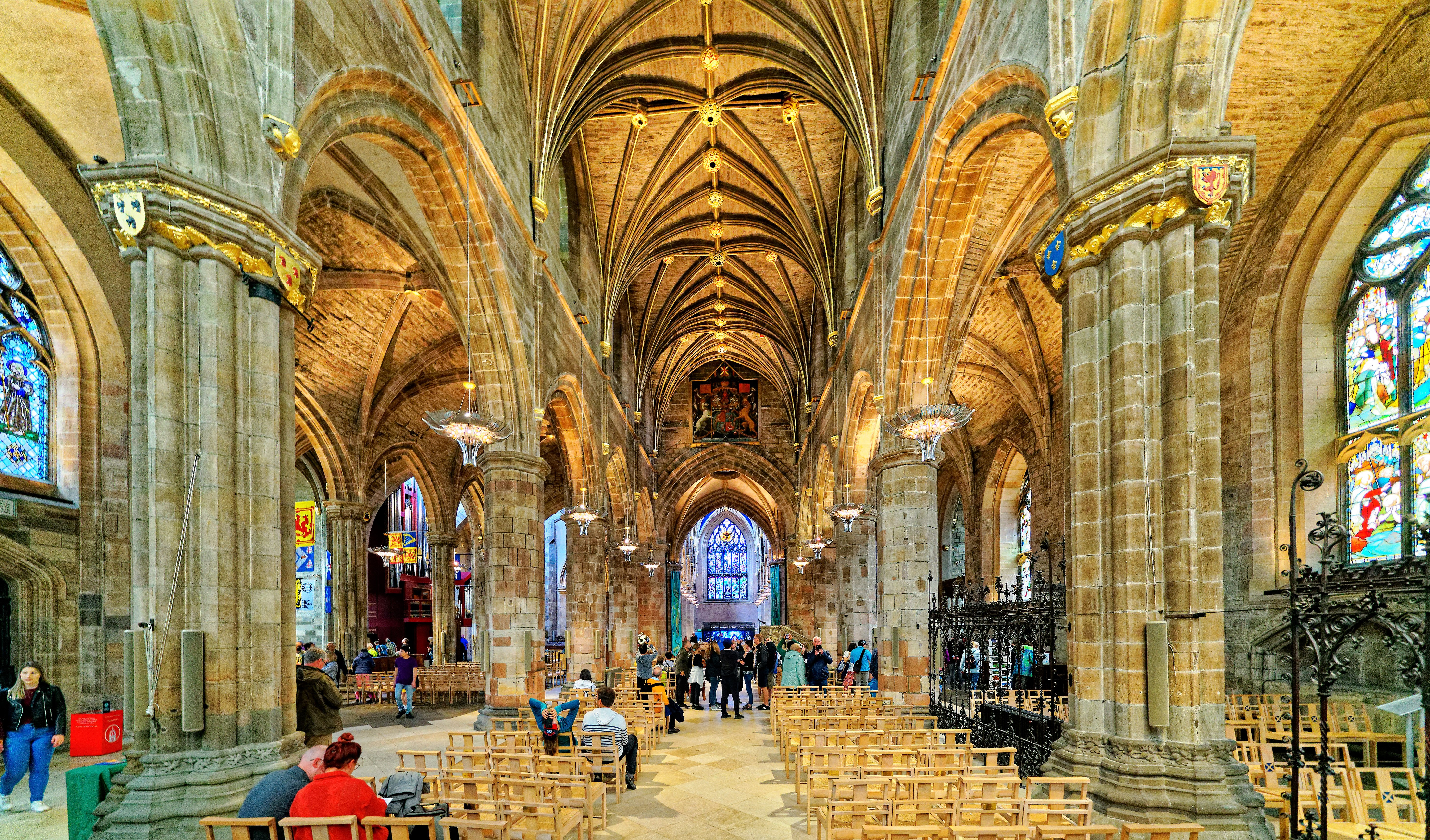
Innenansicht

Die einstige Kathedrale St Giles’ Cathedral, auch High Kirk of Edinburgh, ist die Hauptkirche der Church of Scotland und eine der bedeutendsten Sehenswürdigkeiten der Stadt Edinburgh in Schottland. Sie befindet sich an der als Royal Mile bekannten Hauptachse der Altstadt rund 500 Meter östlich vom Edinburgh Castle.

## Geschichte
Die erste urkundliche Erwähnung einer Kirche an dieser Stelle stammt aus dem Jahr 854. Das gegenwärtig existierende Gebäude wurde mutmaßlich seit dem Jahr 1120 gebaut. Nach einem Brand im Jahr 1385 wurde die Kirche im Stil der Gotik wiederaufgebaut; der Turm wurde erst im Jahr 1495 fertiggestellt.
Die Kirche ist St Giles geweiht, das ist der heilige Ägidius, einer der Vierzehn Nothelfer. St Giles ist die Hauptkirche der Stadt, auch wenn sie in ihrer Zeit als katholische Kirche nie Kathedrale war, denn Edinburgh gehörte zum Bistum St Andrews (siehe Liste der Bischöfe und Erzbischöfe von St Andrews).
Im 16. Jahrhundert hat in der Kirche St Giles der Reformator John Knox gepredigt. Er wurde auf einem Friedhof südlich der Kirche begraben, der heute vom Parkplatz des benachbarten High Court überbaut ist. In der Nähe der Kathedrale wurde im Jahr 1904 eine lebensgroße Skulptur des John Knox aufgestellt, die vom Bildhauer MacGillivray erschaffen wurde.
Im Jahr 1633 wurde St Giles von Karl I. zur Kathedrale erhoben, verlor den Titel aber bereits im Jahr 1638. In den Jahren 1661 bis 1689 wurde sie erneut zu einer Kathedrale der „Anglikaner“. Für die Anglikaner in Schottland, die sich zur Scottish Episcopal Church zusammenschlossen, gilt St Giles seit dem Ende der Glaubenskonflikte als die Hauptkirche der reformatorischen Church of Scotland.
Im 19. Jahrhundert und in den 1970er Jahren erfolgten umfangreiche Restaurierungen, zwischen 1983 und 1993 wurde in vier Phasen eine Multibeton-Fußbodenheizung eingebaut. Aus dem späten 20. Jahrhundert stammen zahlreiche Glasfenster wie das große Fenster in der Westfassade (The Great West Window oder The Burns Window) des isländischen Künstlers Leifur Breidfjörd aus dem Jahr 1985.

Der Innenraum von St. Giles
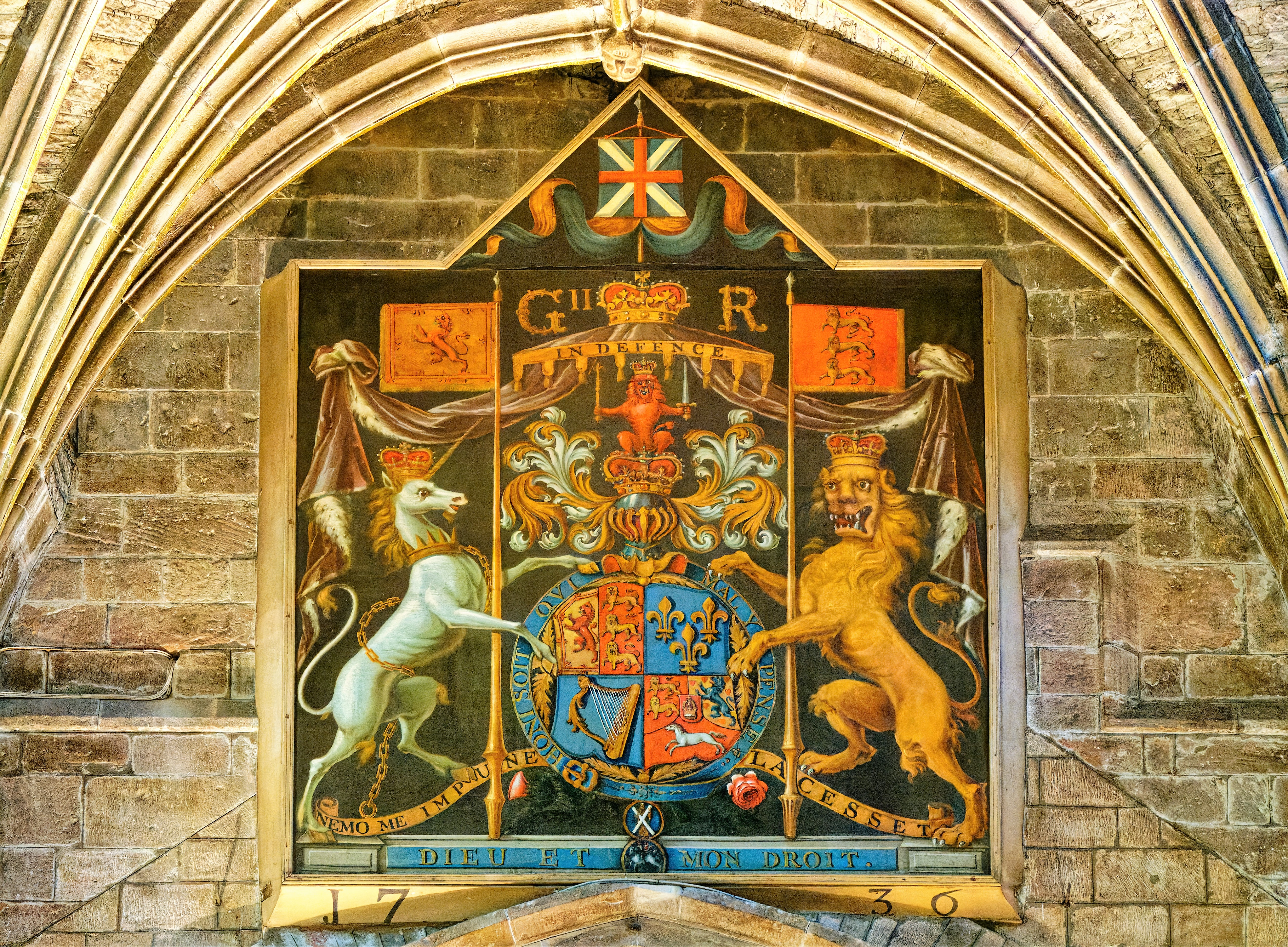
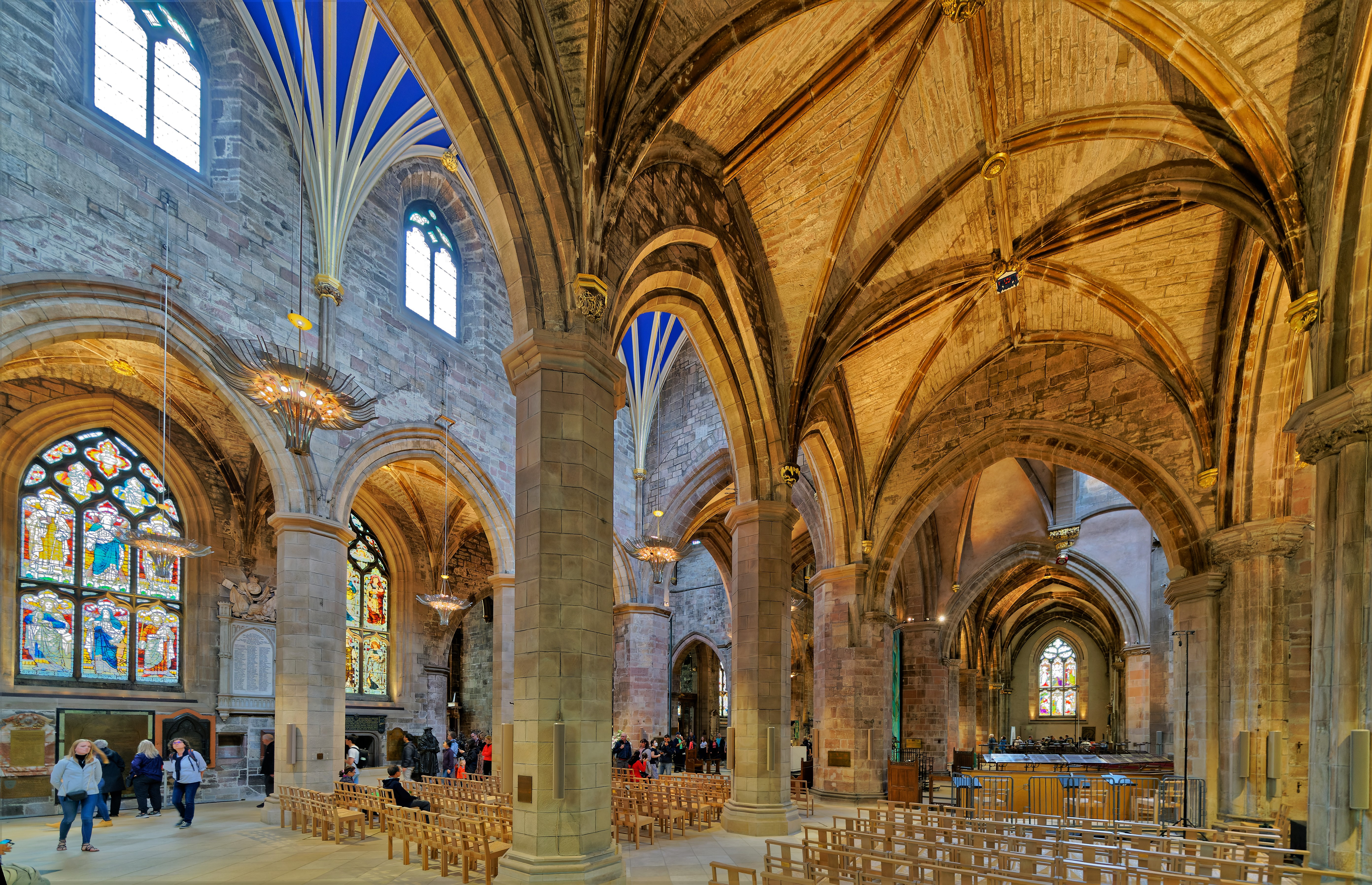
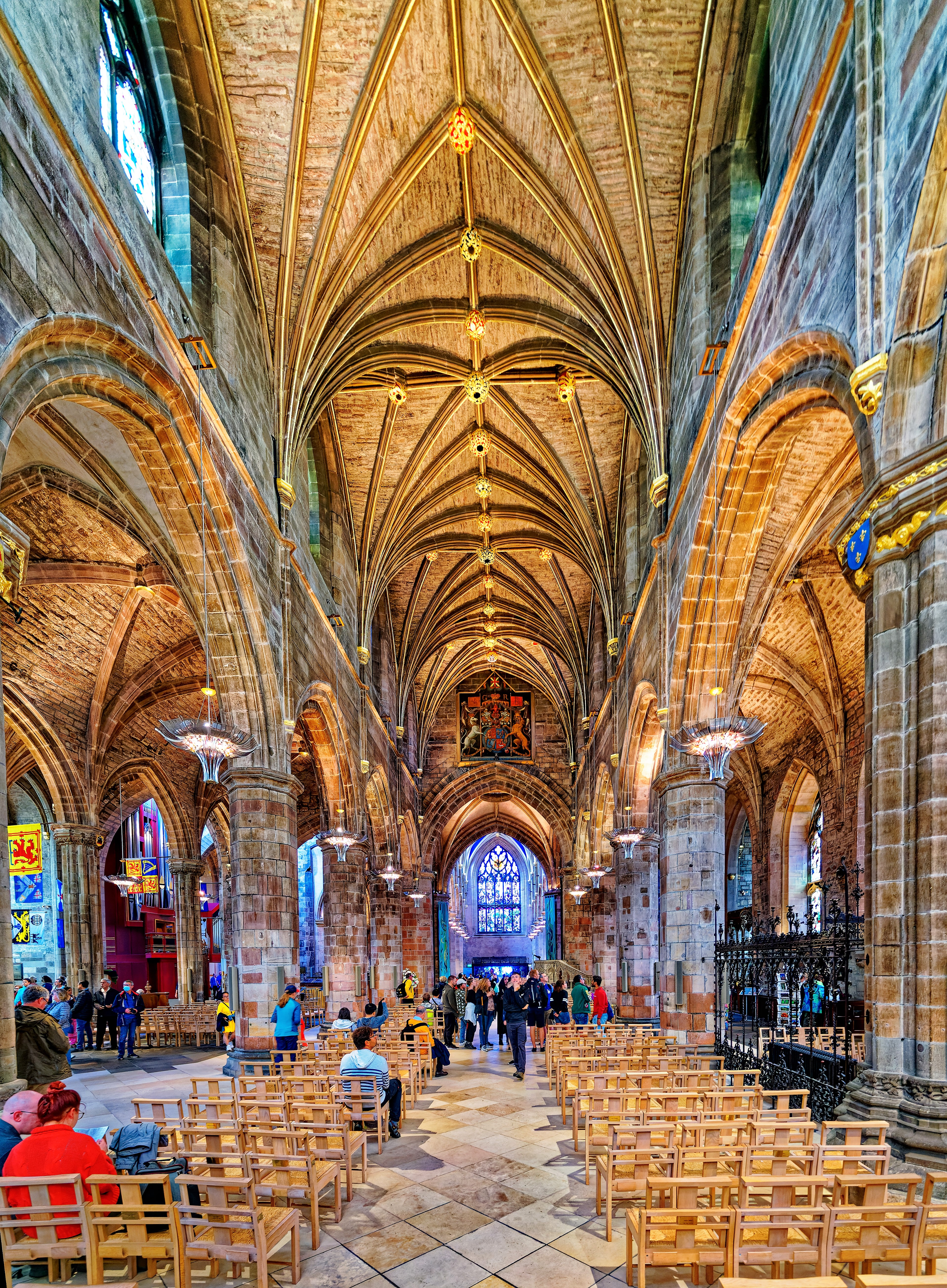
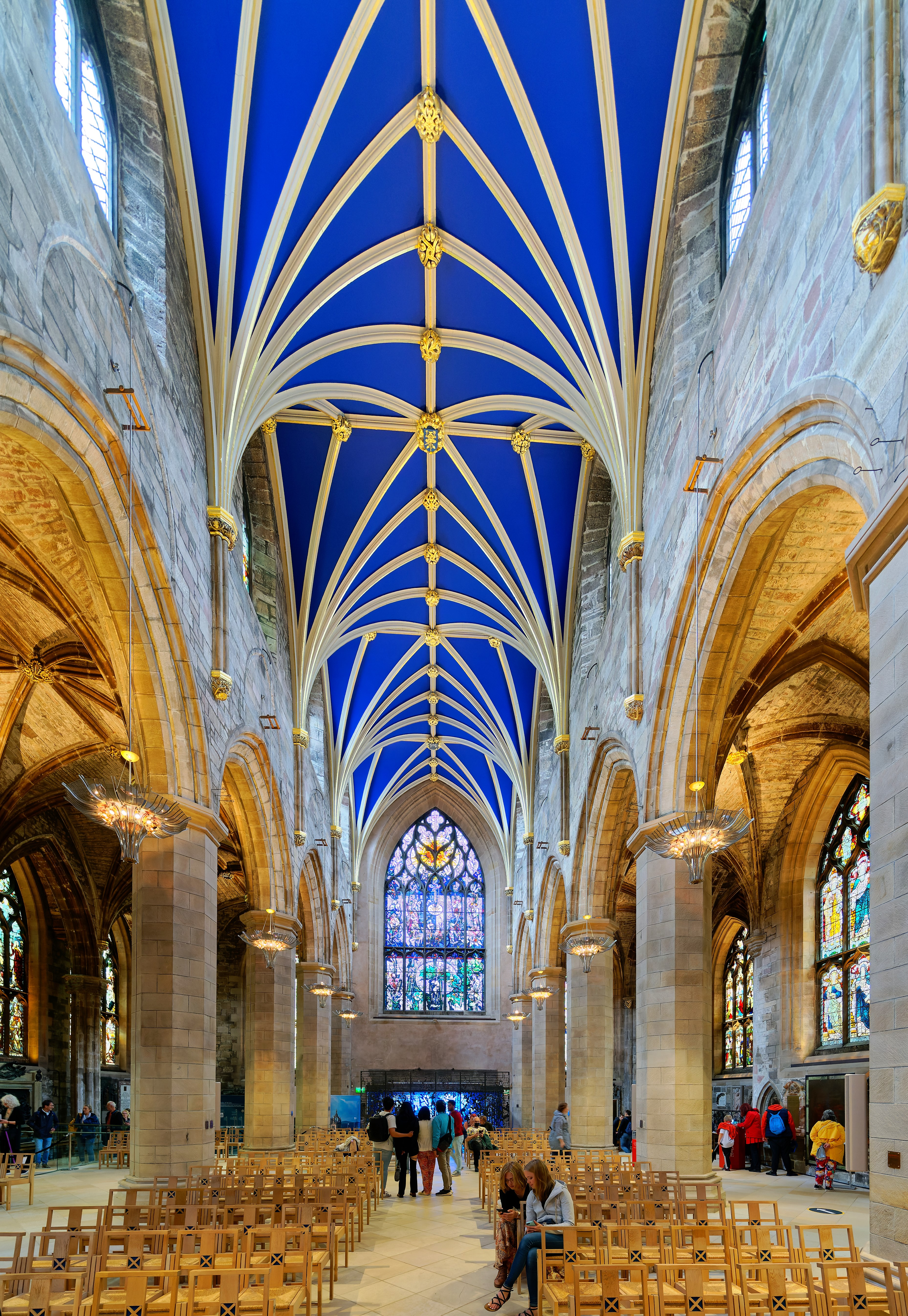
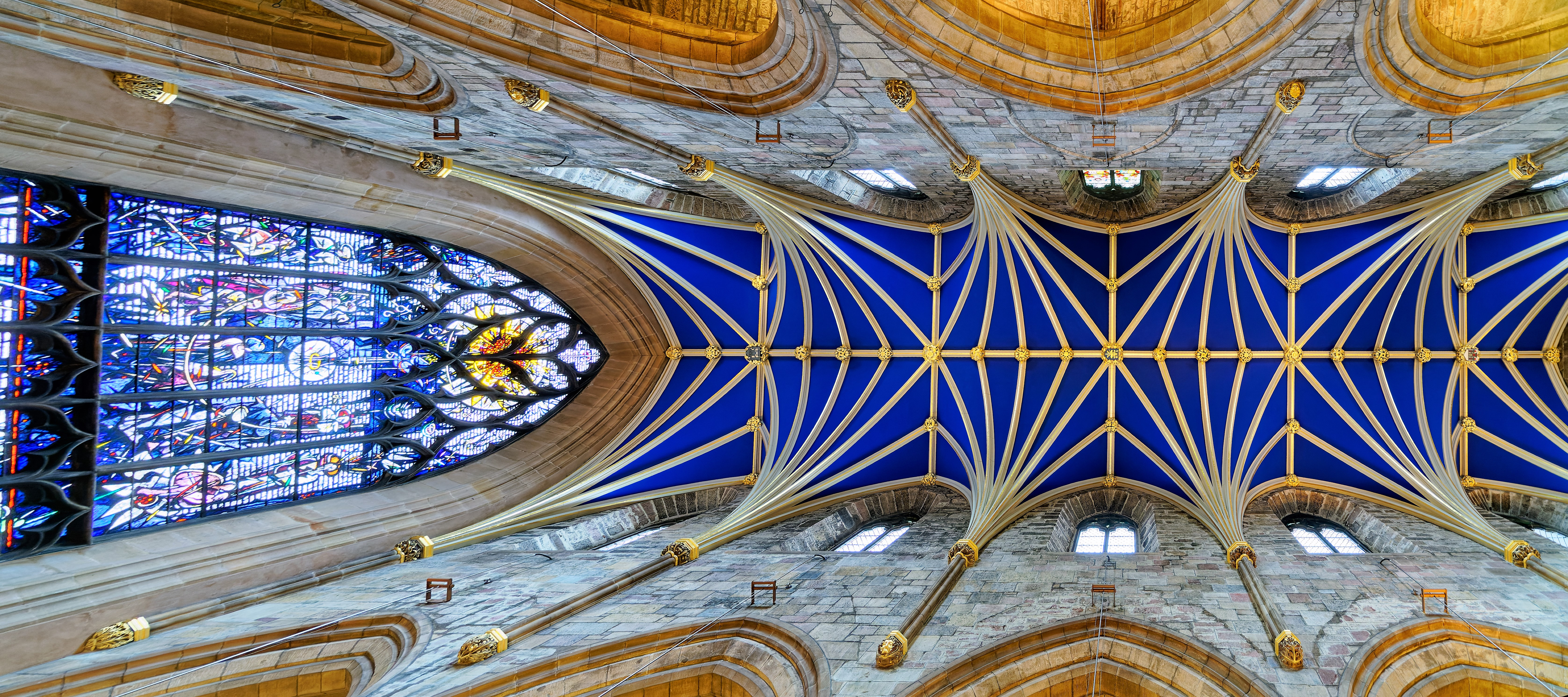
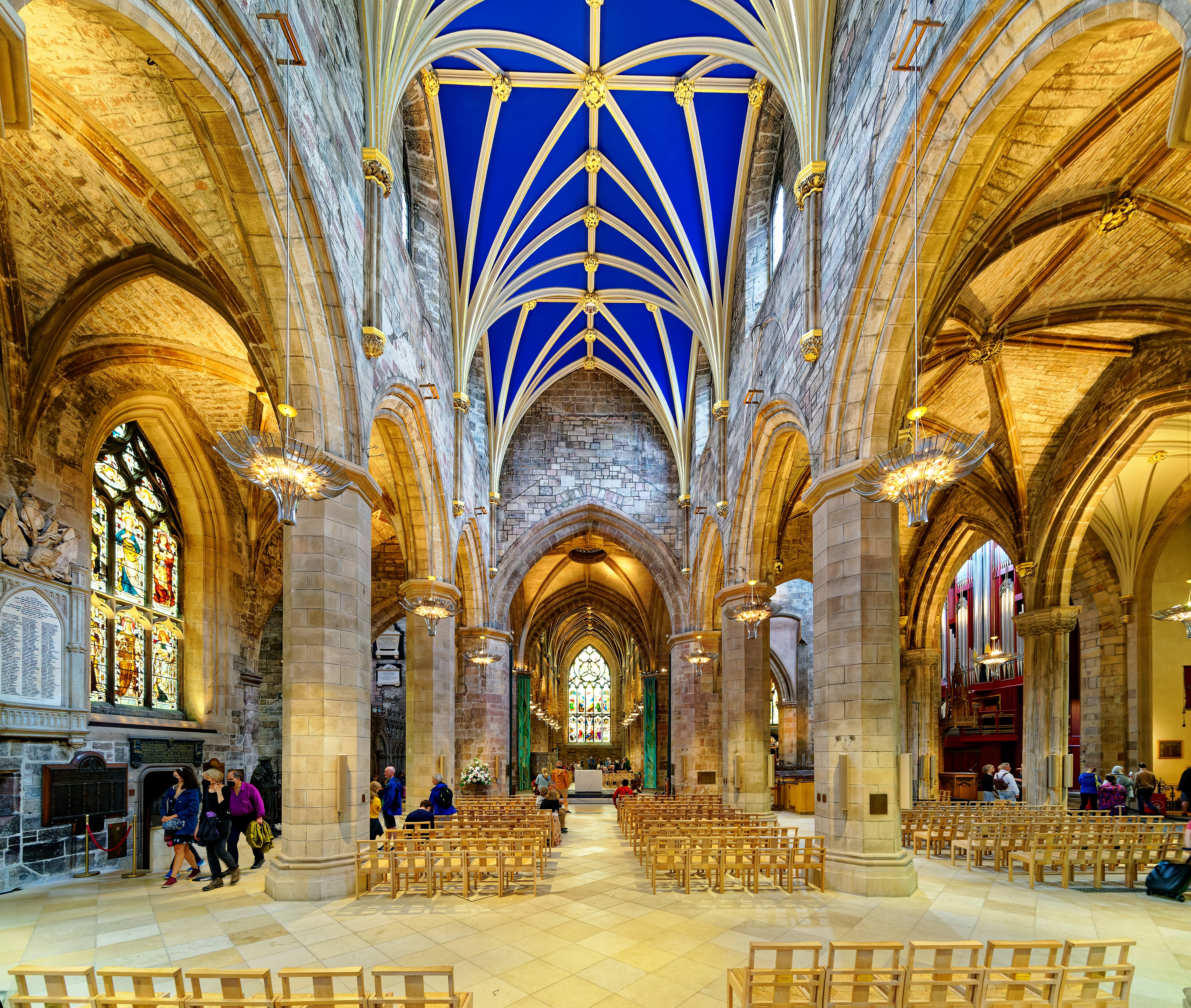
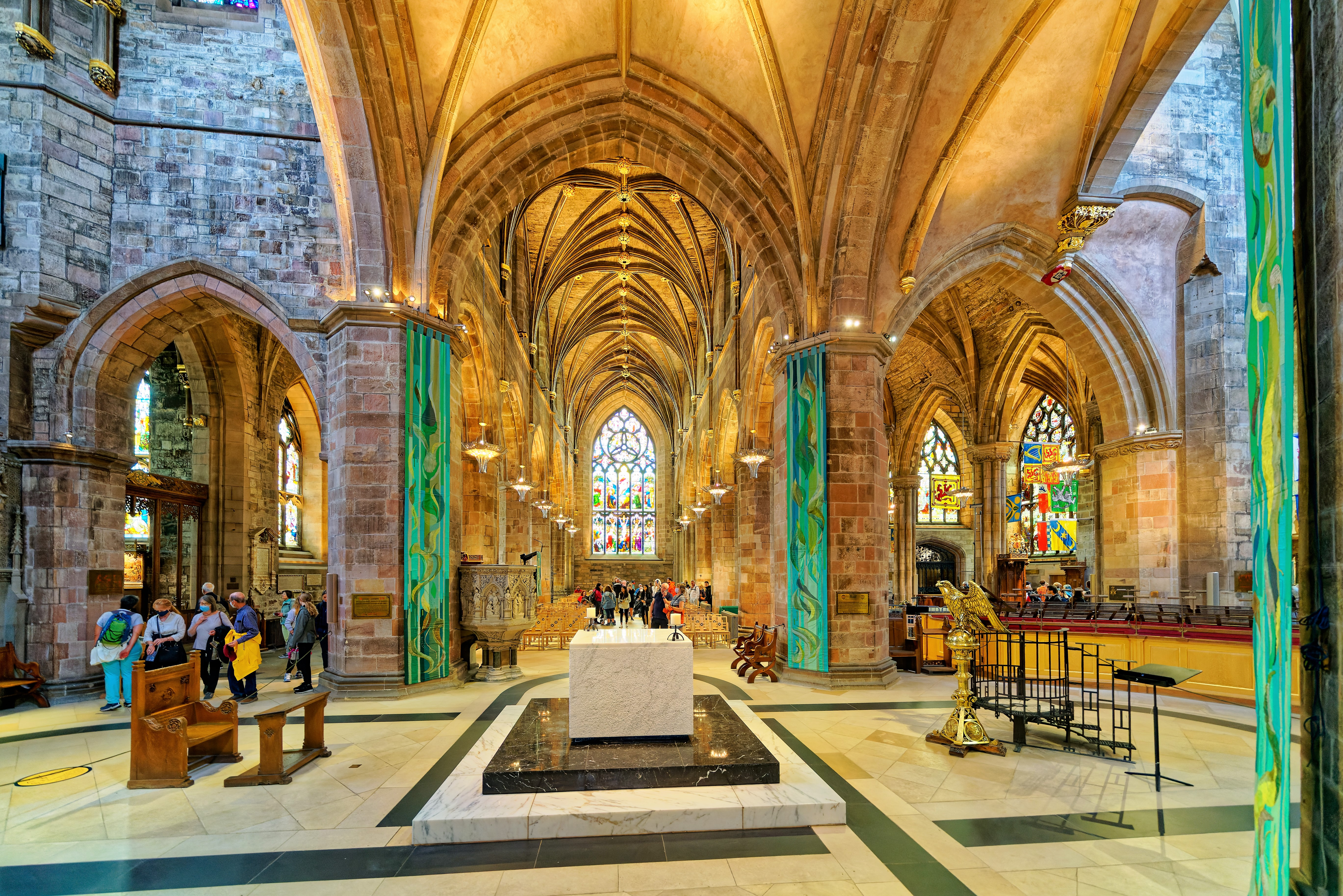
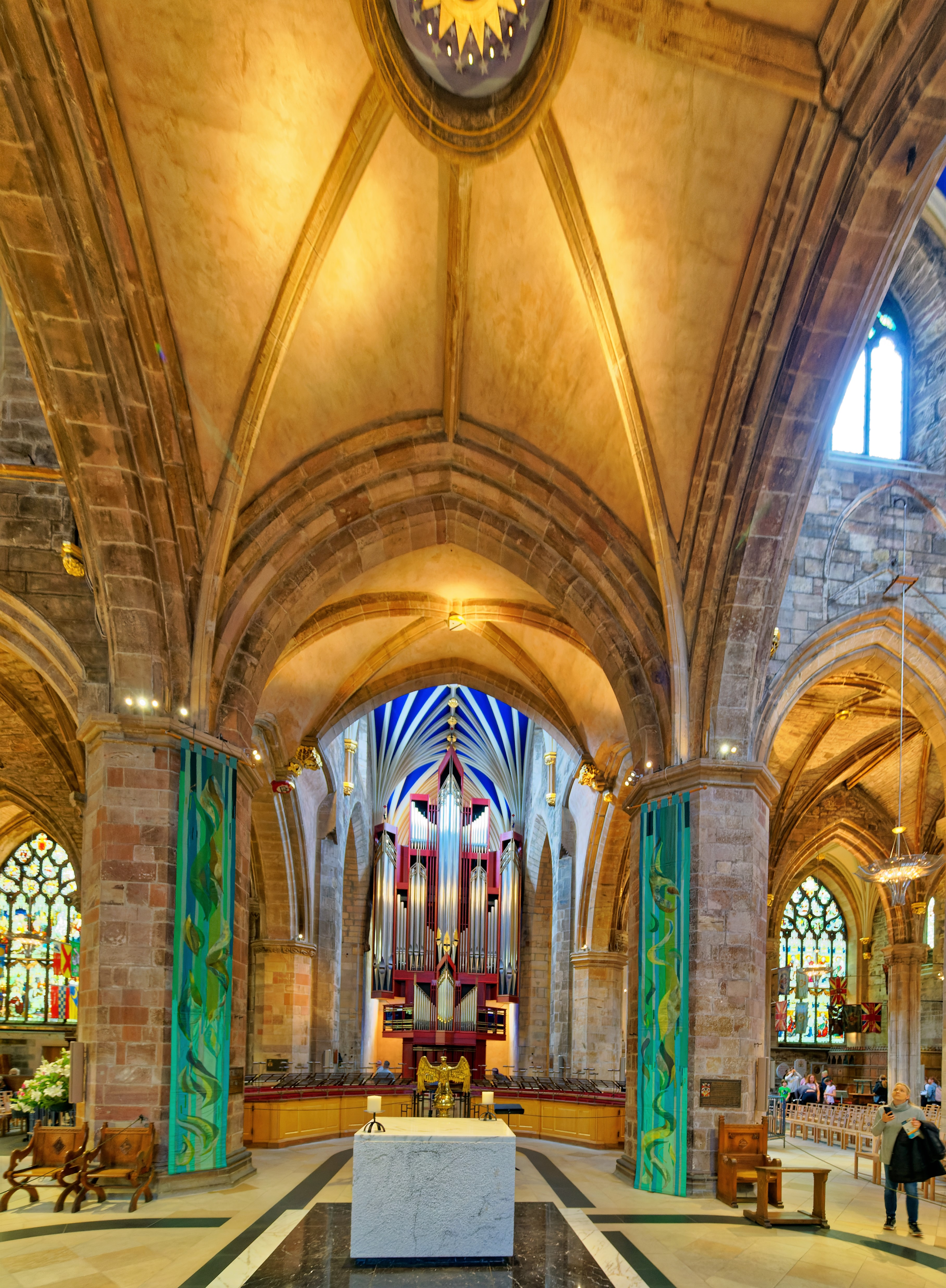

## Thistle Chapel
1911 wurde im Südosten der Kirche die Thistle Chapel im neugotischen Stil angebaut. Sie dient als Ordenskapelle des Order of the Thistle. Das neugotische Chorgestühl weist für jeden der 16 regulären Ritter des Ordens einen mit seinem Wappen gekrönten Sitz auf.
Die reichen Holzschnitzereien an den Wänden und der Decke der Kapelle verbergen hoch oben und schwer zu entdecken einzelne Darstellungen von Engeln, die einen Dudelsack spielen.

Die Kapelle des Distel-Ordens
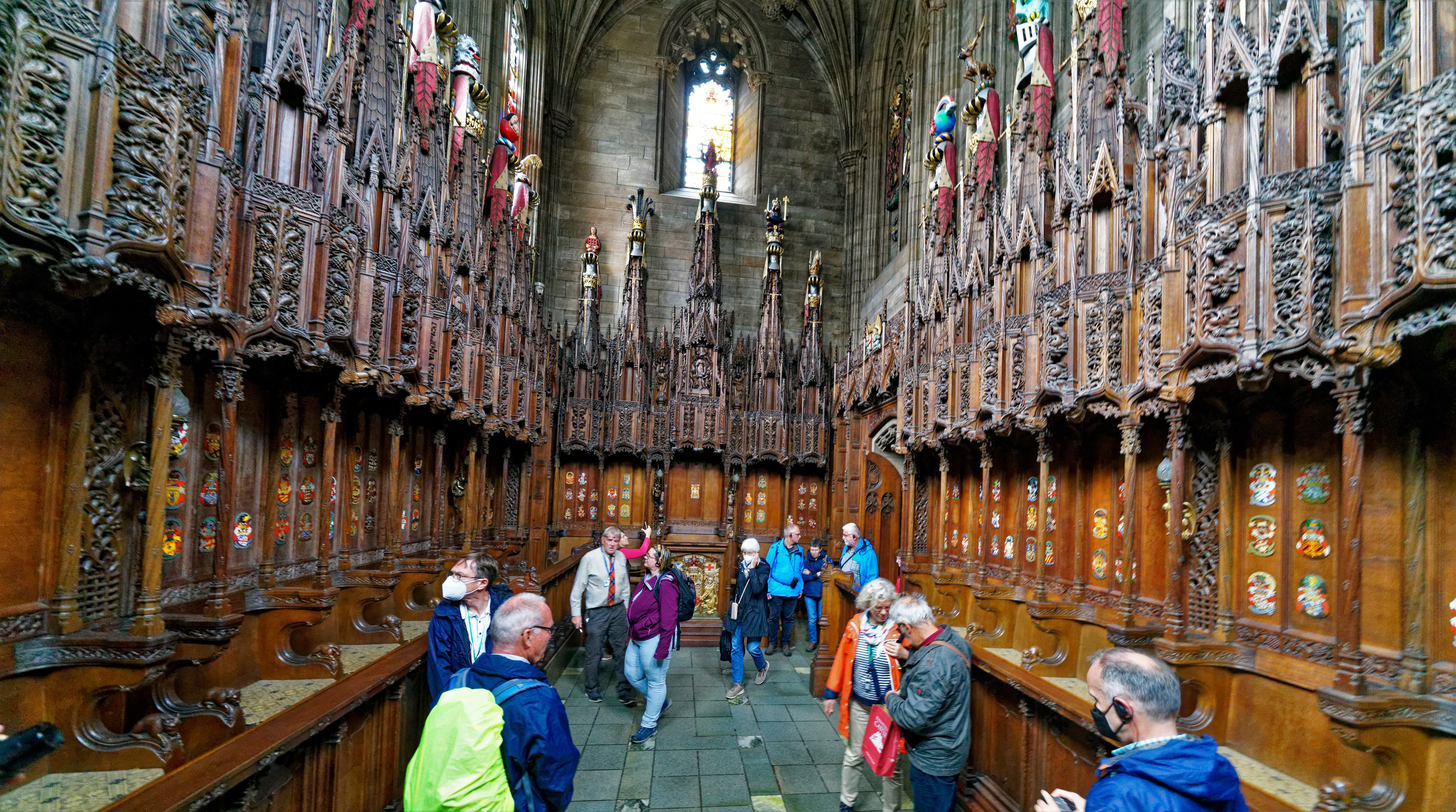
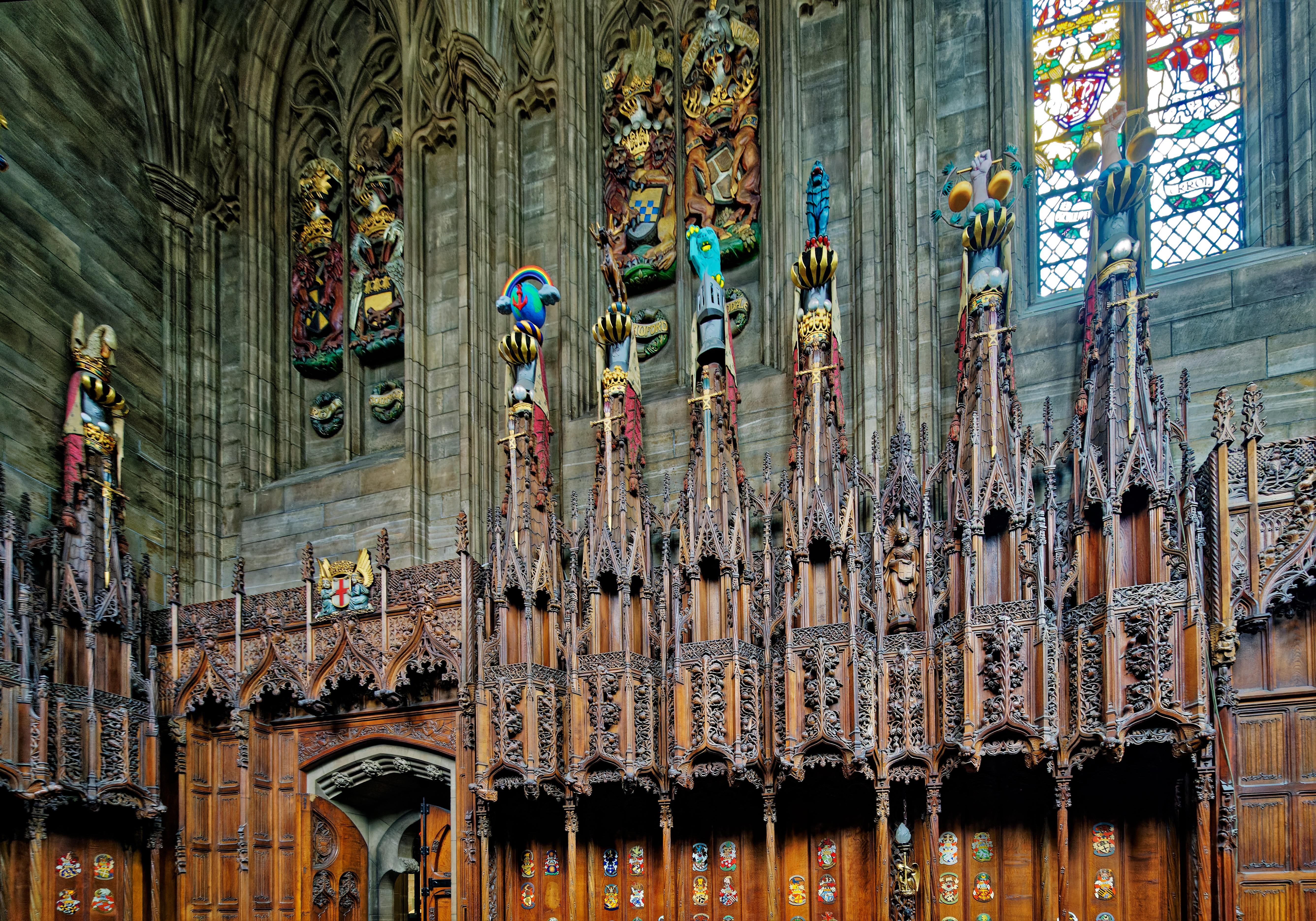
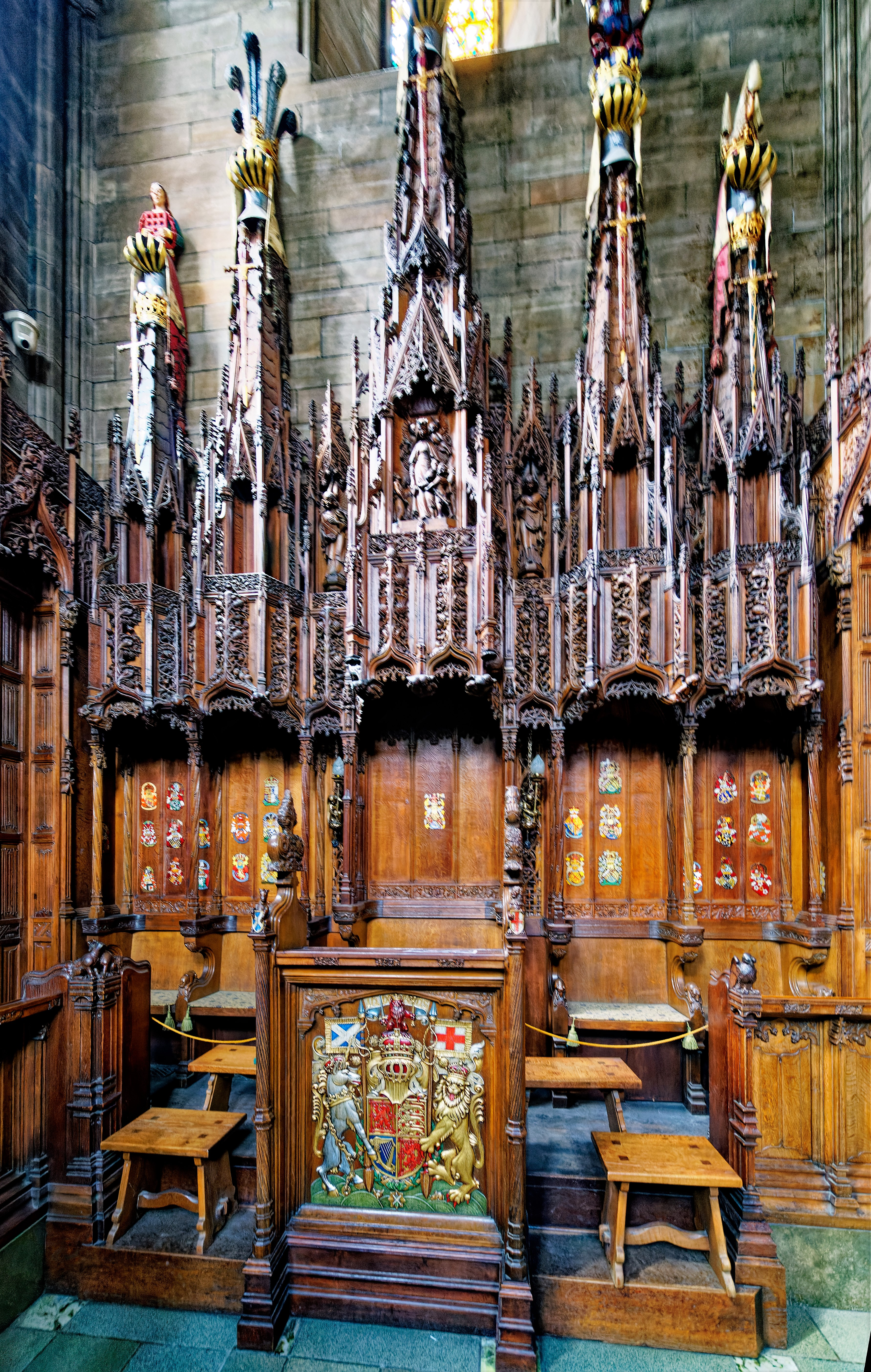
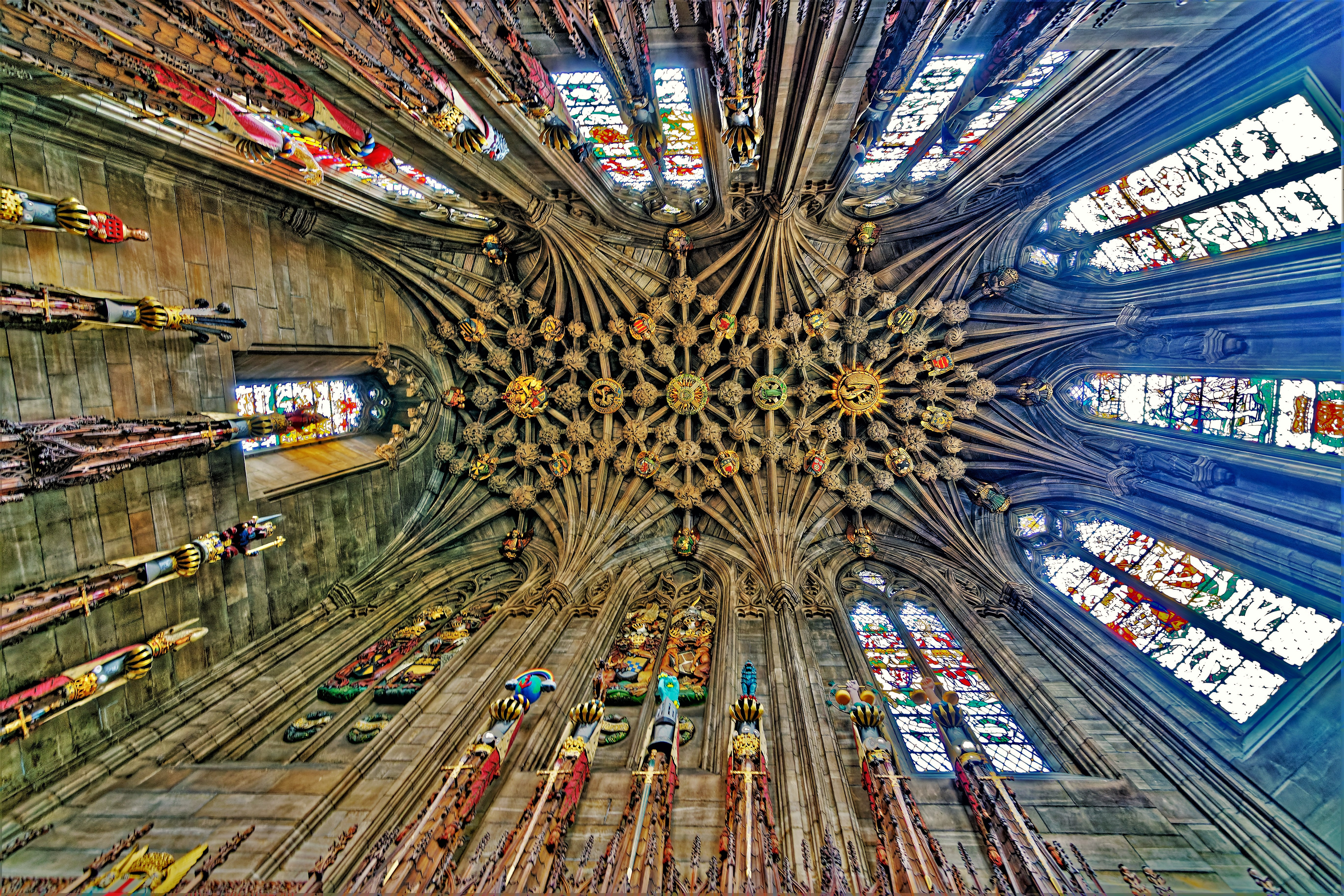

## Orgel

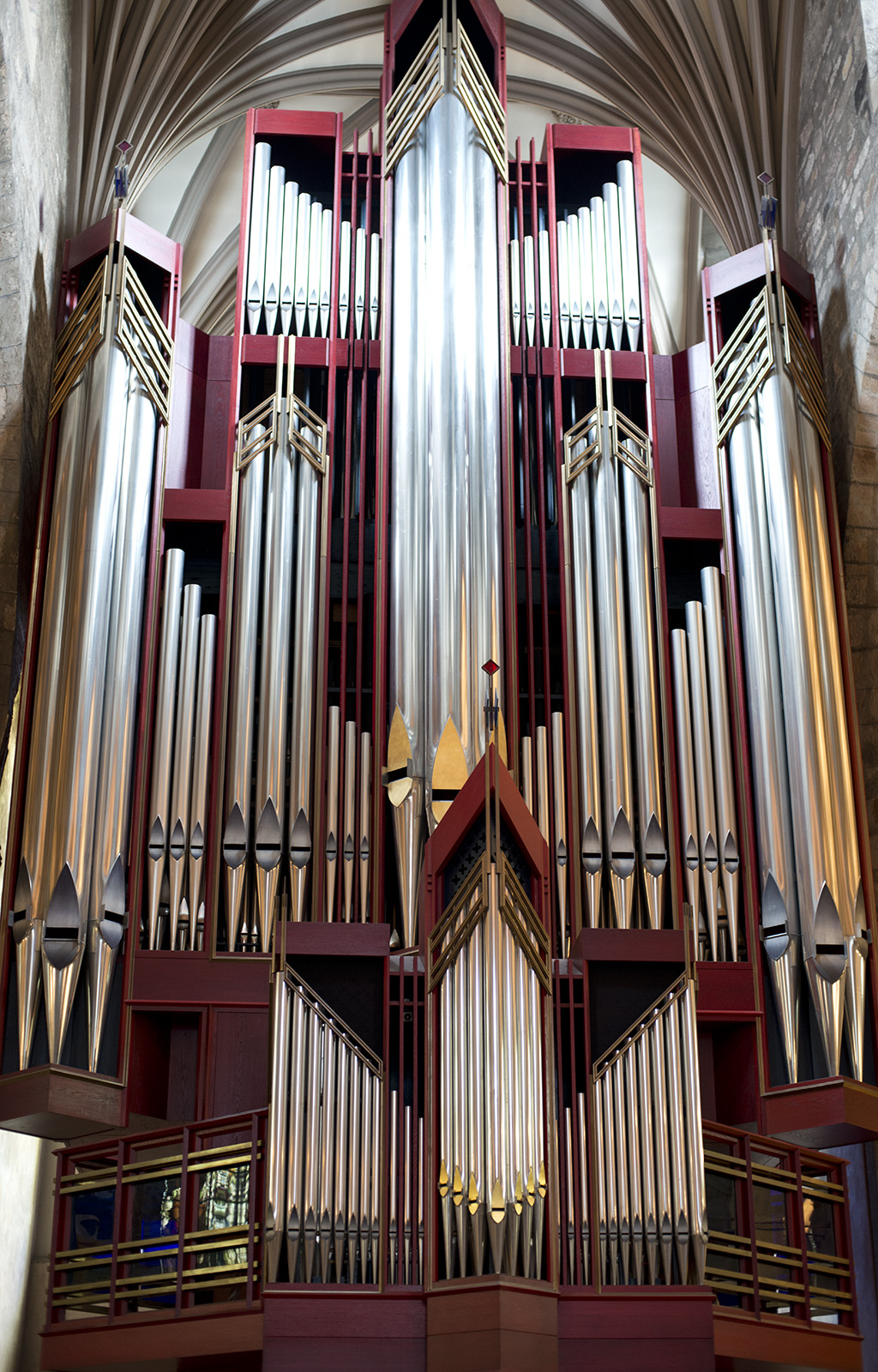
Blick auf die Orgel

Eine Orgel wurde 1878 von Harrison & Harrison errichtet und 1940 von Henry Willis umgebaut. Die jetzige Orgel ist ein Werk der Orgelbaufirma Rieger (Österreich) aus dem Jahr 1992. In diese wurden zwei Register der Vorgängerorgel übernommen. Zum einen stellte Rieger sieben Pfeifen der tiefsten Töne des Registers „Double Open Wood 32′“ außerhalb des Gehäuses an dessen Rückwand auf. Sie sind nun ein Teil des jetzigen Untersatz 32′. Zum anderen übernahm Rieger die Bombarde 32′, deren Becher volle Länge haben. Das Instrument hat 57 Register auf drei Manualen und Pedal. Die Spiel- und Registertrakturen sind mechanisch.
| I Positive C–a3 |       |
| Gedackt         | 8′    |
| Salicional      | 8′    |
| Principal       | 4′    |
| Chimney Flute   | 4′    |
| Octave          | 2′    |
| Recorder        | 2′    |
| Sesquialtera II | 2 ⁄3′ |
| Larigot         | 1 ⁄3′ |
| Mixtur IV       | 1′    |
| Rankett         | 16′   |
| Cromorne        | 8′    |
| Tremulant       |       |

| II Great Organ C–a3 |       |
| Bourdon             | 16′   |
| Principal           | 8′    |
| Stopped Diapason    | 8′    |
| Harmonic Flute      | 8′    |
| Octave              | 4′    |
| Nachthorn           | 4′    |
| Quint               | 2 ⁄3′ |
| Superoctave         | 2′    |
| Mixtur VI           | 2′    |
| Mixture IV          | 1 ⁄3′ |
| Cornett V           | 8′    |
| Trumpet             | 16′   |
| Trumpet             | 8′    |
| Trumpet             | 4′    |
| Tremulant           |       |

| III Swell Organ C–a3 |        |
| Bourdon              | 16′    |
| Diapason             | 8′     |
| Souffle              | 8′     |
| Flûte à cheminée     | 8′     |
| Gambe                | 8′     |
| Voix céleste         | 8′     |
| Prestant             | 4′     |
| Flûte pointue        | 4′     |
| Nazard               | 2 ⁄3′  |
| Quarte de Nazard     | 2′     |
| Tierce               | 1 3⁄5′ |
| Sifflet              | 1′     |
| Plein Jeu VI–VIII    | 2 ⁄3′  |
| Basson               | 16′    |
| Trompette            | 8′     |
| Hautbois             | 8′     |
| Clairon              | 4′     |
| Voix humaine         | 8′     |
| Glockenspiel         |        |
| Tremulant            |        |

| Pedal Organ C–f3 |       |
| Untersatz        | 32′   |
| Principal        | 16′   |
| Open Wood        | 16′   |
| Sub Bass         | 16′   |
| Octave           | 8′    |
| Gedackt          | 8′    |
| Choral Bass      | 4′    |
| Flute            | 4′    |
| Mixtur V         | 2 ⁄3′ |
| Bombarde         | 32′   |
| Bombarde         | 16′   |
| Fagotto          | 16′   |
| Posaune          | 8′    |
| Clairon          | 4′    |
| Glockenspiel     |       |